# 切罗-阿尔沃尔图诺
切罗-阿尔沃尔图诺（義大利語：Cerro al Volturno），是意大利伊塞尔尼亚省的一个市镇。总面积23平方公里，人口1384人，人口密度60.2人/平方公里（2009年）。ISTAT代码为094014。